# 小川秀興
小川 秀興（おがわ ひでおき、1941年9月10日 - ）は日本の皮膚科医。順天堂大学皮膚科教授、順天堂理事長。専門は皮膚科・アレルギー学で、日本研究皮膚科学会理事長、国際医真菌学会・国際皮膚科学会副理事長などを歴任。韓国、中国、イギリス、ドイツそしてアメリカ合衆国皮膚科学会名誉会員で、複数の国際誌の編集者を務める。日本政府による国際協力事業として「皮膚病・性病の専門医育成コース」を設立、チーフ・オーガナイザーをしていた。

## 略歴
1941年東京生まれの北京育ち。香川県大手前高等学校を経て、順天堂大学医学部を1966年に卒業。インターンを経て生化学教室入局。
1972年 順天堂大学大学院医学研究科修了。1973年 講師。 1976年 助教授。1979年 米国デューク大学客員教授。1981年 順天堂大学医学部皮膚科学主任教授。1996年 順天堂大学医学部長。2000年 順天堂大学学長。2004年 学校法人順天堂理事長、順天堂大学学長。2008年 学校法人順天堂理事長。

## 学術活動等
- 日本皮膚科学会総会会頭（東京，2003年）
- 国際医真菌学会会頭（東京，2009年）
- 日本医学会総会副会頭（東京，2011年）
- アジア太平洋医真菌学会理事長
- 日本－タイ両国政府プロジェクト“アジア・太平洋諸国（31カ国）皮膚科・アレルギー・STD・ハンセン病対策専門医育成コース”チーフ・オーガナイザー（1977年～）
- 厚生労働省 厚生科学審議会委員、医道審議会委員など
- 文部科学省 中央教育審議会委員など
- 一般社団法人 日本私立医科大学協会 相談役
- 公益財団法人 医学教育振興財団 理事長
- 公益財団法人 日中医学協会 常任理事
- 独立行政法人 国立がん研究センター 顧問

## 表彰・栄誉
- 1987年 白象勲章（タイ王国）
- 1987年 第一回 Yasuda-Sakamoto賞（皮膚科学指導者賞）
- 1988年 国際協力事業団総裁表彰（医療技術）
- 1991年 カナダ医真菌学会金賞
- 1992年 勲二等王冠勲章“Knight Commander”（タイ王国）
- 1992年 外務大臣表彰「国際協力」
- 1993年 日本医真菌学会 学会賞
- 2011年 日本医師会 最高優功賞
- 2012年 国際皮膚科学会リーグ（ILDS） 最高優功賞（2012）ほか
- 2024年11月 旭日重光章[2][3]
- 2025年 2025 ILDS MEDAL OF Achievement in GLOBAL DERMATOLOGY[4]
- 韓国皮膚科学会（KDA）、中華医学会（CMA）、米国皮膚科学会（ADA）、英国皮膚科医協会（BAD）、独国皮膚科学会（DDG）、米国研究皮膚科学会（SID）、日本皮膚科学会（JDA） などの名誉会員。
- デューク大学、北京医科大学、四川大学、第四軍医大学、中日友好医院 などの名誉教授。

## JICAの国際協力事業
日本政府による国際協力事業として、「皮膚病・性病の専門医育成コース」を設立  チーフ・オーガナイザーをしている。教授陣は、日本の皮膚科医である。アジアを中心とする各国留学生（医師）をバンコクに集めて約1年間技術指導するもので、36年間継続されているこのコースの卒業生は30カ国、854人に達し、各々の母国で教授・国立研究所長クラスに就任した者約70人で「学術立国」日本の名を高らかしめている。

## アトピー性疾患研究センターなど
1996年より厚生省特定疾患（皮膚難病）統合研究班長を務め、1998年文部省助成・認可を受けた「アトピー性疾患研究センター」 のセンター長を務め、同年「疾患モデル研究センター」、2002年「環境医学研究所」、2005年「スポーツ健康医科学研究所」、2007年「スポートロジーセンター」、などの構想をまとめ国の助成・認可を受けた。

## 文献
- 理事長プロフィール